# Silvano Piovanelli
Silvano Piovanelli (Ronta, 21 febbraio 1924 – Firenze, 9 luglio 2016) è stato un cardinale e arcivescovo cattolico italiano.

## Biografia
Silvano Piovanelli è nato il 21 febbraio 1924 nel Mugello.

### Formazione e ministero sacerdotale
Ha compiuto gli studi nel Seminario fiorentino dal 1935 al 1947, anno in cui ha ricevuto l'ordinazione sacerdotale (13 luglio) per l'imposizione delle mani del Venerabile Elia Dalla Costa, cardinale arcivescovo di Firenze.
Il suo primo incarico pastorale è stato quello di vicario cooperatore di un altro Servo di Dio, mons. Giulio Facibeni, il pievano di Rifredi, fondatore dell'Opera della Divina Provvidenza Madonnina del Grappa. La permanenza a Rifredi lo ha messo, giovanissimo sacerdote nei primi anni del dopoguerra, dinanzi ai gravi problemi di una vasta e complessa comunità parrocchiale, nella periferia industriale di Firenze, che si stava sviluppando e strutturando intorno a due grandi fabbriche. Così come lo ha posto vicino ad un prete che ne suscitava l'ammirazione: "Eravamo ammirati di don Giulio Facibeni... Erano anni caldi. A Rifredi eravamo in un ambiente operaio. C'era la grande fabbrica della Galileo. Ma monsignor Facibeni era un prete che era nel cuore degli operai, per cui era stimatissimo", testimonia Piovanelli.
Nell'ottobre 1948, fu chiamato ad assumere un incarico che avrebbe segnato profondamente la sua vita di educatore e di pastore: a fianco di mons. Enrico Bartoletti, per dodici anni, come vicerettore del Seminario minore. Sono stati gli anni di Giorgio La Pira, di Nicola Pistelli, di don Raffaele Bensi, gli anni intensi e fecondi del pre-Concilio.
Dopo il trasferimento a Lucca di mons. Bartoletti, nel 1960 fu nominato preposto di Castelfiorentino, un grande centro dell'estrema periferia dell'arcidiocesi, ai confini con Volterra e Siena, con una lunga tradizione di vigoroso impegno politico fortemente ideologizzato, dove, nell'immediato dopoguerra, tensioni violente e un risorgente anticlericalismo avevano provocato lacerazioni profonde nel tessuto sociale e religioso. Proseguendo l'opera di recupero e di pacificazione iniziata dal suo predecessore, Giovanni Bianchi, che fu poi vescovo di Pescia, gettò le basi per una rispettosa e feconda collaborazione. Soprattutto, però, sensibilizzò la comunità ecclesiale all'assunzione delle sue responsabilità. Nasceva così nell'arcidiocesi il primo esperimento di conduzione pastorale comunitaria: il primo consiglio pastorale parrocchiale che si occupasse non solo di problemi pastorali specifici, ma anche di quelli amministrativi.
Nel 1979, il cardinale Giovanni Benelli, arcivescovo di Firenze, lo chiamò nella curia arcidiocesana, affidandogli l'incarico di pro-vicario e poi di vicario generale.

### Ministero episcopale e cardinalato
Il 28 maggio 1982 Giovanni Paolo II lo nominò vescovo titolare di Tubune di Mauritania e vescovo ausiliare dell'arcidiocesi di Firenze. Come motto episcopale scelse le parole di San Pietro In verbo tuo. Già in precedenza era stato a fianco del cardinale Benelli nelle visite pastorali: un'esperienza 'ripensata' e messa in atto con criteri radicalmente nuovi rispetto anche ad un recente passato, che si preoccupava soprattutto di riproporre uno sforzo congiunto di evangelizzazione, promuovendo i laici e favorendo o recuperando la loro specifica missionarietà.
Ricevette l'ordinazione episcopale il 24 giugno 1982 dal cardinale Giovanni Benelli (co-consacranti: vescovo Antonio Bagnoli, vescovo Giovanni Bianchi).
La morte improvvisa del cardinale Benelli, avvenuta nell'autunno 1982, lo portò ad assumere il governo pastorale dell'arcidiocesi come amministratore apostolico.
Il 18 marzo 1983 Giovanni Paolo II lo nominò arcivescovo di Firenze.
Il 25 maggio 1985 ricevette la porpora cardinalizia e gli venne assegnato il titolo, di nuova istituzione, di Santa Maria delle Grazie a Via Trionfale.
Dal 1985 al 2001 è stato presidente della CET (Conferenza Episcopale Toscana); dal 1990 al 1995 è stato vicepresidente della CEI (Conferenza Episcopale Italiana).
Silvano Piovanelli figura nel novero dei più illustri discepoli del cardinale Elia Dalla Costa, arcivescovo di Firenze, da cui ricevette l'ordinazione sacerdotale nella Cattedrale di Santa Maria del Fiore e che gli fu maestro di vita e di fede fin dagli esordi della carriera ecclesiastica. Della generazione di Piovanelli, con il quale divisero i tempi del seminario, meritano una speciale menzione presbiteri fiorentini quali Lorenzo Milani, Danilo Cubattoli ed Ernesto Balducci che con lui hanno avuto un ruolo importante nella storia della Chiesa fiorentina del XX secolo.
Si dimise, per limite di età, il 21 marzo 2001. Il 21 febbraio 2004 diviene cardinale non elettore, per il raggiungimento degli 80 anni d'età.
Dal 2001 al 2005 fu presidente della FIES (Federazione Italiana Esercizi Spirituali).
È uno dei cardinali che ha celebrato la Messa tridentina dopo la Riforma liturgica.
La sua ultima uscita pubblica è stata a Firenze il 26 maggio 2016 in occasione della solennità del Corpus Domini, dove ha partecipato prima alla messa in Cattedrale e poi alla processione eucaristica per le strade del centro storico fino alla Basilica di Santa Maria Novella, utilizzando una sedia a rotelle.
È morto a Firenze alle ore 4,20 del 9 luglio 2016 al Convitto Ecclesiastico dove si era ritirato da diverso tempo, a causa della malattia che l'aveva colpito, assistendo e aiutando nelle piccole cose quotidiane, fino a quando ha potuto, gli altri sacerdoti lì ricoverati. Nei giorni precedenti la morte aveva ricevuto una telefonata di vicinanza da parte di papa Francesco. I solenni funerali, presieduti dal cardinale Giuseppe Betori e concelebrati dal suo immediato successore Ennio Antonelli assieme a Gualtiero Bassetti nonché tutto l'episcopato toscano, si sono svolti nel tardo pomeriggio del 12 luglio 2016 nella Cattedrale di Santa Maria del Fiore prima di essere inumato nel sepolcro dei vescovi fiorentini nella cripta di San Zanobi.

## Genealogia episcopale e successione apostolica
La genealogia episcopale è:
- Cardinale Scipione Rebiba
- Cardinale Giulio Antonio Santori
- Cardinale Girolamo Bernerio, O.P.
- Arcivescovo Galeazzo Sanvitale
- Cardinale Ludovico Ludovisi
- Cardinale Luigi Caetani
- Cardinale Ulderico Carpegna
- Cardinale Paluzzo Paluzzi Altieri degli Albertoni
- Papa Benedetto XIII
- Papa Benedetto XIV
- Papa Clemente XIII
- Cardinale Marcantonio Colonna
- Cardinale Giacinto Sigismondo Gerdil, B.
- Cardinale Giulio Maria della Somaglia
- Cardinale Carlo Odescalchi, S.I.
- Cardinale Costantino Patrizi Naro
- Cardinale Lucido Maria Parocchi
- Papa Pio X
- Cardinale Gaetano De Lai
- Cardinale Raffaele Carlo Rossi, O.C.D.
- Cardinale Amleto Giovanni Cicognani
- Cardinale Giovanni Benelli
- Cardinale Silvano Piovanelli

La successione apostolica è:
- Vescovo Edoardo Ricci (1987)
- Cardinale Gualtiero Bassetti (1994)
- Vescovo Flavio Roberto Carraro, O.F.M.Cap. (1996)
- Vescovo Rodolfo Cetoloni, O.F.M. (2000)
- Arcivescovo Claudio Maniago (2003)